# Sisyrophanus homeyeri
Sisyrophanus homeyeri är en tvåvingeart som beskrevs av Karsch 1886. Sisyrophanus homeyeri ingår i släktet Sisyrophanus och familjen svävflugor.
Artens utbredningsområde är Angola. Inga underarter finns listade i Catalogue of Life.